# Listă de filme cu vrăjitoare
Aceasta este o listă de filme fantastice și/sau de groază în care apar vrăjitoare sau conțin ca temă (și) vrăjitoria.

## 0–9
| Titlu                               | În română                  | Regizor             | Premiera | Note              |
| ----------------------------------- | -------------------------- | ------------------- | -------- | ----------------- |
| 47 Ronin                            | Ronin: 47 pentru răzbunare | Carl Rinsch         | 2013     | [ 2 ] [ 3 ]       |
| 7 Wise Dwarfs (Seven Wise Dwarfs)   |                            | Richard Lyford      | 1941     | [ 4 ]             |
| 7 Zwerge                            | Cei șapte pitici           | Sven Unterwaldt Jr. | 2004     | [ 5 ]             |
| 7 Zwerge - Der Wald ist nicht genug |                            | Sven Unterwaldt Jr. | 2006     | [ 6 ] [ 7 ] [ 8 ] |

## A
| Titlu                              | În română                 | Regizor                            | Premiera | Note                              |
| ---------------------------------- | ------------------------- | ---------------------------------- | -------- | --------------------------------- |
| A-Haunting We Will Go              |                           | Robert McKimson                    | 1966     | scurtmetraj/animație Looney Tunes |
| Aathma Bandhana                    |                           | Srikanth Nahata                    | 1992     | film indian în limba kannada      |
| Abigail (Эбигейл)                  | Abigail                   | Aleksandr Boguslavsky              | 2019     | steampunk rusesc                  |
| The Addams Family                  | Familia Addams            | Conrad Vernon și Greg Tiernan      | 2019     | animație                          |
| The Addams Family 2                | Familia Addams 2          | Greg Tiernan și Conrad Vernon      | 2021     | animație                          |
| Addams Family Reunion              | Reuniunea Familiei Addams | Dave Payne                         | 1998     | direct-pe-video                   |
| Addams Family Values               | Valorile familiei Addams  | Barry Sonnenfeld                   | 1993     | [ 22 ]                            |
| The Addams Family                  | Familia Addams            | Barry Sonnenfeld                   | 1991     | [ 23 ]                            |
| All Cheerleaders Die               |                           | Lucky McKee, Chris Sivertson       | 2013     | refacerea filmului din 2001       |
| All Cheerleaders Die               |                           | Lucky McKee, Chris Sivertson       | 2001     | [ 26 ]                            |
| All of Them Witches (Sobrenatural) |                           | Daniel Gruener                     | 1996     | film mexican                      |
| Alone in the Dark II               | Misterele întunericului 2 | Peter Scheerer și Michael Roesch   | 2008     |                                   |
| Amazons                            |                           | Alejandro Sessa                    | 1986     | argentiniano-american             |
| The Amityville Asylum              |                           | Andrew Jones                       | 2013     | [ 30 ]                            |
| Amityville Death House             |                           | Mark Polonia                       | 2015     | [ 31 ] [ 32 ]                     |
| Amityville Dollhouse               |                           | Steve White                        | 1996     | [ 33 ]                            |
| The Amityville Terror              | Amityville Terror         | Michael Angelo                     | 2016     | [ 34 ]                            |
| Un amore di strega                 | Vraja dragostei           | Angelo Longoni                     | 2009     | [ 35 ] [ 36 ] [ 37 ]              |
| Art of the Devil (Khon len khong)  |                           | Tanit Jitnukul                     | 2004     | thailandez                        |
| Art of the Devil 2 (Long khong)    |                           | Pasith Buranajan                   | 2005     | thailandez                        |
| Art of the Devil 3 (Long khong 2)  |                           | Kongkiat Khomsiri, Art Thamthrakul | 2008     | thailandez                        |
| The Autopsy of Jane Doe            | Autopsie fatală           | André Øvredal                      | 2016     | [ 44 ] [ 45 ]                     |

## B
| Titlu                                                                  | În română                              | Regizor                                     | Premiera | Note                                               |
| ---------------------------------------------------------------------- | -------------------------------------- | ------------------------------------------- | -------- | -------------------------------------------------- |
| Babes in the Woods                                                     |                                        | Burt Gillett                                | 1932     | animație                                           |
| Barbie as Rapunzel                                                     | Barbie în Rapunzel                     | Owen Hurley                                 | 2002     | animație                                           |
| Barbie of Swan Lake                                                    | Barbie din Lacul Lebedelor             | Owen Hurley                                 | 2003     | animație                                           |
| Barroz: Guardian of D'Gama's Treasure (Barroz: Nidhi Kaakkum Bhootham) |                                        | Mohanlal                                    | viitor   | indian                                             |
| Bayonetta: Bloody Fate (ベヨネッタ ブラッディフェイト)                 |                                        | Fuminori Kizaki                             | 2013     | anime                                              |
| Beastly                                                                | Bestial                                | Daniel Barnz                                | 2011     | după roman omonim de Alex Flinn                    |
| Beautiful Creatures                                                    | Cronicile Casterilor: A 16-a lună      | Richard LaGravenese                         | 2013     | după roman omonim de Kami Garcia și Margaret Stohl |
| Beauty and the Beast                                                   | Frumoasa și bestia                     | Gary Trousdale, Kirk Wise                   | 1991     | animație                                           |
| Beauty and the Beast                                                   | Frumoasa și bestia                     | Bill Condon                                 | 2017     | animație                                           |
| Beauty and the Beast: The Enchanted Christmas                          |                                        | Andrew Knight                               | 1997     | animație                                           |
| Bedknobs and Broomsticks                                               |                                        | Robert Stevenson                            | 1971     | animație                                           |
| The Bell Witch Haunting                                                |                                        | Marissa Johnson                             | 2013     | [ 71 ]                                             |
| Bell, Book and Candle                                                  | Abracadabra                            | Richard Quine                               | 1958     | [ 1 ] [ 72 ] [ 73 ]                                |
| Belladonna of Sadness (Kanashimi no Beradonna)                         |                                        | Eiichi Yamamoto                             | 1973     | animație japoneză                                  |
| Bewitched                                                              | Ce vrăji a mai făcut nevasta mea       | Nora Ephron                                 | 2005     | [ 75 ]                                             |
| Bewitched Bunny                                                        |                                        | Chuck Jones                                 | 1954     | animație                                           |
| The Beyond (...E tu vivrai nel terrore! L'aldilà)                      |                                        | Lucio Fulci                                 | 1981     | italian                                            |
| Bhairava Dweepam                                                       |                                        | Singeetam Srinivasa Rao                     | 1994     | [ 78 ] [ 79 ] [ 80 ]                               |
| Big Fish                                                               | Peștele cel mare                       | Tim Burton                                  | 2003     | [ 81 ] [ 82 ]                                      |
| The Black Cauldron                                                     | Cazanul negru                          | Ted Berman, Richard Rich                    | 1985     | animație                                           |
| Black Sunday (La maschera del demonio)                                 | Duminica neagră                        | Mario Bava                                  | 1960     | [ 1 ] [ 84 ] [ 85 ]                                |
| Blackbeard's Ghost                                                     | Fantoma lui Barbă Neagră               | Robert Stevenson                            | 1968     | [ 86 ]                                             |
| Blair Witch                                                            |                                        | Adam Wingard                                | 2016     | [ 87 ]                                             |
| The Blair Witch Project                                                | Proiect Vrăjitoarea                    | Daniel Myrick și Eduardo Sánchez            | 1999     | [ 88 ] [ 1 ]                                       |
| Blancanieves                                                           | Albă ca zăpada                         | Pablo Berger                                | 2012     | [ 89 ] [ 90 ]                                      |
| Blanche Neige                                                          | Albă ca zăpada                         | Angelin Preljocaj                           | 2009     | [ 91 ]                                             |
| Bloodlands (Tokë Gjaku)                                                |                                        | Steven Kastrissios                          | 2017     | albanez                                            |
| Blue Blood                                                             |                                        | Andrew Sinclair                             | 1973     | [ 94 ]                                             |
| Book of Shadows: Blair Witch 2                                         | Proiect Vrăjitoarea 2: Cartea umbrelor | Joe Berlinger                               | 2000     | [ 95 ] [ 96 ]                                      |
| Brave                                                                  | Neînfricată                            | Brenda Chapman, Mark Andrews, Steve Purcell | 2012     | [ 97 ]                                             |
| Broom-Stick Bunny                                                      |                                        | Chuck Jones                                 | 1956     | animație, scurtmetraj                              |
| The Brotherhood of Satan                                               |                                        | Bernard McEveety                            | 1971     | [ 99 ] [ 100 ]                                     |
| The Brothers Grimm                                                     | Frații Grimm                           | Terry Gilliam                               | 2005     | [ 101 ]                                            |
| Burned at the Stake (The Coming)                                       |                                        | Bert I. Gordon                              | 1981     | [ 102 ]                                            |
| The Burning Times                                                      |                                        | Donna Read                                  | 1990     | documentar.                                        |
| Buy Now, Die Later (Death and Senses)                                  |                                        | Randolph Longjas                            | 2015     | [ 105 ] [ 106 ]                                    |

## C
| Titlu                                                          | În română                                             | Regizor              | Premiera | Note                                  |
| -------------------------------------------------------------- | ----------------------------------------------------- | -------------------- | -------- | ------------------------------------- |
| The Candy House                                                |                                                       | Walter Lantz         | 1934     | scurtmetraj, animație                 |
| Casper Meets Wendy                                             | Casper o întâlnește pe Wendy                          | Sean McNamara        | 1998     | [ 109 ]                               |
| Charodei (Чародеи)                                             |                                                       | Konstantin Bromberg  | 1982     | după Arkadi și Boris Strugațki        |
| The Chronicles of Narnia: Prince Caspian                       | Cronicile din Narnia: Prințul Caspian                 | Andrew Adamson       | 2008     | [ 112 ] [ 1 ]                         |
| The Chronicles of Narnia: The Lion, the Witch and the Wardrobe | Cronicile din Narnia - Leul, Vrăjitoarea și Dulapul   | Andrew Adamson       | 2005     | [ 113 ] [ 1 ]                         |
| The Chronicles of Narnia: The Voyage of the Dawn Treader       | Cronicile din Narnia: Călătorie pe mare cu Zori-de-Zi | Michael Apted        | 2010     | [ 114 ] [ 1 ]                         |
| The Circle (Cirkeln)                                           |                                                       | Levan Akin           | 2015     | suedez                                |
| The City of the Dead (Horror Hotel)                            | Hotelul groazei                                       | John Llewellyn Moxey | 1960     | [ 117 ] [ 118 ]                       |
| Charming                                                       | Prințul fermecător                                    | Ross Venokur         | 2018     | animație                              |
| Clash of the Titans                                            | Ciocnirea titanilor                                   | Desmond Davis        | 1981     | [ 121 ]                               |
| Clash of the Titans                                            | Înfruntarea titanilor                                 | Louis Leterrier      | 2010     | [ 122 ]                               |
| Coal Black and de Sebben Dwarfs                                |                                                       | Robert Clampett      | 1937     | animație Merrie Melodies              |
| Conan the Barbarian                                            | Conan Barbarul                                        | John Milius          | 1982     | [ 126 ]                               |
| Conan the Barbarian                                            | Conan Barbarul                                        | Marcus Nispel        | 2011     | [ 127 ]                               |
| Conan the Destroyer                                            | Conan Distrugătorul                                   | Richard Fleischer    | 1984     | [ 128 ]                               |
| Conjurer                                                       | Conjurer                                              | Clint Hutchison      | 2008     | [ 129 ]                               |
| The Conjuring                                                  | Trăind printre demoni                                 | James Wan            | 2013     | [ 130 ]                               |
| The Conjuring: The Devil Made Me Do It                         | Trăind printre demoni: E mâna diavolului              | Michael Chaves       | 2021     | [ 131 ]                               |
| Coraline                                                       | Coraline                                              | Henry Selick         | 2009     | animație                              |
| Coven                                                          |                                                       | Mark Borchardt       | 1997     | scurtmetraj                           |
| The Coven                                                      |                                                       | John Mackie          | 2015     | [ 134 ] [ 135 ]                       |
| The Covenant                                                   | Conjurația tăcerii                                    | Renny Harlin         | 2006     | [ 136 ]                               |
| The Craft: Legacy                                              | Clubul tinerelor vrăjitoare                           | Zoe Lister-Jones     | 2020     | [ 137 ]                               |
| The Craft                                                      | Clubul vrăjitoarelor                                  | Andrew Fleming       | 1996     | [ 1 ] [ 138 ] [ 139 ]                 |
| Crowhaven Farm                                                 |                                                       | Walter Grauman       | 1970     | film TV                               |
| The Crucible (Les Sorcieres de Salem)                          | Vrăjitoarele din Salem                                | Raymond Rouleau      | 1957     | După piesă de teatru de Arthur Miller |
| The Crucible                                                   | Vrăjitoarele din Salem                                | Nicholas Hytner      | 1996     | Arthur Miller                         |
| Cry of the Banshee                                             |                                                       | Gordon Hessler       | 1970     | [ 147 ] [ 148 ]                       |
| Curse III: Blood Sacrifice                                     | Panga                                                 | Sean Barton          | 1990     | [ 149 ] [ 150 ]                       |
| Curse of the Witching Tree                                     |                                                       | James Crow           | 2015     | [ 151 ] [ 152 ]                       |
| The Cursed Ones                                                |                                                       | Nana Obiri Yeboah    | 2015     | [ 153 ] [ 154 ]                       |

## D
| Titlu                                       | În română                                    | Regizor                    | Premiera | Note                    |
| ------------------------------------------- | -------------------------------------------- | -------------------------- | -------- | ----------------------- |
| Da Hip Hop Witch                            | Hip-hop                                      | Dale Resteghini            | 2000     | [ 155 ] [ 156 ]         |
| The Damned (Gallows Hill)                   |                                              | Víctor García              | 2013     | [ 157 ] [ 158 ]         |
| The Dark Crystal                            | Cristalul întunecat                          | Jim Henson și Frank Oz     | 1982     | [ 159 ]                 |
| Dark Dungeons                               |                                              | L. Gabriel Gonda           | 2014     | scurtmetraj             |
| Dark Shadows                                | Umbre întunecate                             | Tim Burton                 | 2012     | [ 161 ]                 |
| Darklands                                   |                                              | Julian Richards            | 1997     | [ 162 ]                 |
| Daughters of Satan                          |                                              | Hollingsworth Morse        | 1972     | [ 163 ] [ 164 ]         |
| Day of Wrath (Vredens dag)                  |                                              | Carl Theodor Dreyer        | 1943     | danez                   |
| Deadtime Stories                            |                                              | Jeffrey Delman, Tom Savini | 1986     | [ 167 ] [ 168 ]         |
| Death at Love House                         |                                              | E.W. Swackhamer            | 1976     | film TV                 |
| Death by Invitation                         |                                              | Ken Friedman               | 1971     | [ 171 ]                 |
| Deathstalker (El cazador de la muerte)      | Deathstalker                                 | James Sbardellati          | 1983     | [ 172 ]                 |
| Il demonio                                  | Demonul                                      | Brunello Rondi             | 1963     | [ 173 ] [ 174 ]         |
| The Devil's Rock                            |                                              | Paul Campion               | 2011     | [ 175 ] [ 176 ] [ 177 ] |
| The Devils                                  | Diavolii                                     | Ken Russell                | 1971     | [ 178 ] [ 179 ]         |
| The Devonsville Terror                      |                                              | Ulli Lommel                | 1983     | [ 180 ] [ 181 ]         |
| Doctor Strange in the Multiverse of Madness | Doctor Strange în Multiversul Nebuniei       | Sam Raimi                  | 2022     | [ 182 ] [ 183 ]         |
| Dolls                                       | Păpușile                                     | Stuart Gordon              | 1987     | [ 184 ] [ 185 ]         |
| Dorothy and the Witches of Oz               | Vrăjitoarele din Oz                          | Leigh Scott                | 2012     | [ 186 ] [ 187 ]         |
| Double, Double, Toil and Trouble            | Gemenele                                     | Stuart Margolin            | 1993     | film TV                 |
| Drag Me to Hell                             | Târâtă în iad                                | Sam Raimi                  | 2009     | [ 189 ]                 |
| Drawing Down the Moon                       |                                              | Steven Patterson           | 1997     | [ 190 ] [ 191 ]         |
| Dungeons & Dragons                          | Puterea dragonilor sau Răzbunarea dragonilor | Courtney Solomon           | 2000     | [ 192 ]                 |

## E
| Titlu                                     | În română                            | Regizor                        | Premiera | Note                                  |
| ----------------------------------------- | ------------------------------------ | ------------------------------ | -------- | ------------------------------------- |
| Earwig and the Witch (Āya to Majo)        |                                      | Gorō Miyazaki                  | 2020     | animație japoneză                     |
| Ek Thi Daayan                             |                                      | Kannan Iyer                    | 2013     | [ 195 ] [ 196 ]                       |
| Eko Eko Azaraku                           |                                      |                                | 1975     | manga                                 |
| Elvira: Mistress of the Dark              | Elvira, stăpâna întunericului        | James Signorelli               | 1988     | [ 198 ] [ 199 ]                       |
| Elvira's Haunted Hills                    | Elvira și soția contelui             | Sam Irvin                      | 2001     | [ 200 ] [ 201 ]                       |
| The Emperor's New Groove                  | Împăratul Vrăjit                     | Mark Dindal                    | 2000     | animație                              |
| Enchanted                                 | Magie în New York                    | Kevin Lima                     | 2007     | animație                              |
| The Enchanted Well (Le Puits fantastique) |                                      | Georges Méliès                 | 1903     | [ 206 ] [ 207 ] [ 208 ]               |
| End of the Wicked                         |                                      | Teco Benson                    | 1999     | nigerian                              |
| Epic Movie                                | Despre super-eroi și... alte aiureli | Jason Friedberg, Aaron Seltzer | 2007     | [ 214 ] [ 215 ]                       |
| Eve's Bayou                               | Secretul Evei                        | Kasi Lemmons                   | 1997     | [ 216 ] [ 217 ] [ 218 ] [ 219 ] [ 1 ] |
| Excalibur                                 | Excalibur                            | John Boorman                   | 1981     | [ 220 ] [ 221 ]                       |
| Eye of the Devil sau 13                   | Ochiul diavolului                    | J. Lee Thompson                | 1966     | [ 222 ] [ 223 ]                       |

## F
| Titlu                                        | În română                                    | Regizor                                               | Premiera | Note                            |
| -------------------------------------------- | -------------------------------------------- | ----------------------------------------------------- | -------- | ------------------------------- |
| Fantaghirò                                   | Peștera monstrului sacru                     | Lamberto Bava                                         | 1991     | [ 224 ] [ 225 ] [ 226 ] [ 227 ] |
| Fantaghirò 2                                 | Peștera monstrului sacru 2                   | Lamberto Bava                                         | 1992     | [ 228 ] [ 225 ] [ 229 ] [ 230 ] |
| Fantaghirò 3 (The Cave of the Golden Rose 3) | Peștera monstrului sacru 3                   | Lamberto Bava                                         | 1993     | [ 231 ] [ 232 ]                 |
| Fantastic Beasts and Where to Find Them      | Animale fantastice și unde le poți găsi      | David Yates                                           | 2016     | [ 233 ]                         |
| Fantastic Beasts: The Crimes of Grindelwald  | Animale fantastice: Crimele lui Grindelwald  | David Yates                                           | 2018     | [ 234 ] [ 235 ]                 |
| Fantastic Beasts: The Secrets of Dumbledore  | Animale fantastice: Secretele lui Dumbledore | David Yates                                           | 2022     | [ 236 ] [ 237 ]                 |
| Fear Street Part One: 1994                   | Străzile groazei - Partea 1: 1994            | Leigh Janiak                                          | 2021     | [ 238 ] [ 239 ]                 |
| Fear Street Part Three: 1666                 | Străzile groazei - Partea 3: 1666            | Leigh Janiak                                          | 2021     | [ 239 ]                         |
| Fear Street Part Two: 1978                   | Străzile groazei - Partea 2: 1978            | Leigh Janiak                                          | 2021     | [ 239 ]                         |
| The Flying Sorceress                         | Vrăjitoarele zburătoare                      | William Hanna și Joseph Barbera                       | 1956     | animație                        |
| Four Rooms                                   | Patru camere                                 | Quentin Tarantino, Allison Anders, Alexandre Rockwell | 1995     | film antologie                  |
| Freeway II: Confessions of a Trickbaby       |                                              | Matthew Bright                                        | 1999     | [ 244 ] [ 245 ] [ 246 ]         |
| Full Circle                                  |                                              | Donna Read                                            | 1993     | documentar                      |

## G
| Titlu                                   | În română                     | Regizor                                                       | Premiera     | Note                     |
| --------------------------------------- | ----------------------------- | ------------------------------------------------------------- | ------------ | ------------------------ |
| Genuine                                 |                               | Robert Wiene                                                  | 1916         | [ 250 ]                  |
| Ghoul                                   | Canibalul                     | Petr Jákl                                                     | 2015         | [ 251 ] [ 252 ] [ 253 ]  |
| Ghoulies                                | Demonii                       | Luca Bercovici                                                | 1984         | [ 254 ] [ 255 ] [ 256 ]  |
| Ghoulies                                |                               | Luca Bercovici, Albert Band, John Carl Buechler, Jim Wynorski | 1985-1994    | serie de filme           |
| The Gingerdead Man                      |                               | Charles Band                                                  | 2005         | [ 257 ]                  |
| The Golden Compass                      | Busola de aur                 | Chris Weitz                                                   | 2007         | [ 258 ] [ 259 ]          |
| The Good Witch                          | Vrăjitoarea cea bună          | Craig Pryce                                                   | 2008–prezent | franciză                 |
| The Good Witch                          | Vrăjitoarea cea bună          | Craig Pryce                                                   | 2008         | [ 262 ] [ 261 ]          |
| The Great Movement (El Gran Movimiento) |                               | Kiro Russo                                                    | 2021         | bolivian                 |
| Gretel & Hansel                         |                               | Osgood Perkins                                                | 2020         | [ 264 ] [ 265 ]          |
| Grimm's Snow White                      | Albă ca Zăpada și Războinicul | Rachel Goldenberg                                             | 2012         | film The Asylum          |
| Guardians of Oz (Guardianes de Oz)      |                               | Alberto Mar                                                   | 2015         | mexican-indian; animație |

## H
| Titlu                                                                     | În română                                  | Regizor                                                         | Premiera  | Note                            |
| ------------------------------------------------------------------------- | ------------------------------------------ | --------------------------------------------------------------- | --------- | ------------------------------- |
| Hagazussa                                                                 |                                            | Lukas Feigelfeld                                                | 2017      | [ 271 ] [ 272 ]                 |
| Halloween III: Season of the Witch                                        | Halloween III                              | Tommy Lee Wallace                                               | 1982      | [ 273 ] [ 274 ]                 |
| The Halloween Tree                                                        |                                            | Mario Piluso                                                    | 1993      | animație                        |
| Halloweentown                                                             | Orașul Halloween                           | Duwayne Dunham, Mary Lambert, Mark A.Z. Dippé, David S. Jackson | 1998-2006 | serie de filme                  |
| Halloweentown                                                             | Orașul Halloween                           | Duwayne Dunham                                                  | 1998      | [ 277 ] [ 278 ]                 |
| Halloweentown High                                                        | Anotimpul vrăjitoarei                      | Mark A.Z. Dippé                                                 | 2004      | [ 279 ] [ 280 ]                 |
| Halloweentown II: Kalabar's Revenge                                       | Orașul Halloween 2: Răzbunarea lui Kalabar | Mary Lambert                                                    | 2001      | [ 281 ]                         |
| Hans Christian Andersen's The Little Mermaid (Anderusen Dōwa Ningyo Hime) | Mica sirenă                                | Tomoharu Katsumata                                              | 1975      | japonez                         |
| Hansel and Gretel (Hänsel und Gretel)                                     | Hansel și Gretel                           | Walter Janssen                                                  | 1954      | [ 284 ] [ 285 ]                 |
| Hansel and Gretel                                                         | Hansel și Gretel                           | Tim Burton                                                      | 1983      | special TV                      |
| Hansel and Gretel                                                         | Hansel și Gretel                           | Gary J. Tunnicliffe                                             | 2002      | [ 287 ] [ 288 ]                 |
| Hansel and Gretel                                                         | Hansel și Gretel                           | Anthony C. Ferrante                                             | 2013      | film The Asylum                 |
| Hansel & Gretel Get Baked                                                 | Hansel and Gretel & the 420 Witch          | Duane Journey                                                   | 2013      | [ 291 ] [ 292 ]                 |
| Hansel & Gretel: Witch Hunters                                            | Hansel și Gretel: Vânătorii de vrăjitoare  | Tommy Wirkola                                                   | 2013      | [ 293 ] [ 294 ]                 |
| Hansel and Gretel: An Opera Fantasy                                       | Hansel și Gretel                           | John Paul                                                       | 1954      | animație                        |
| Hansel vs. Gretel                                                         | Hansel vs. Gretel                          | Ben Demaree                                                     | 2015      | film The Asylum                 |
| Happily Ever After                                                        |                                            | John Howley                                                     | 1989      | animație                        |
| Happily N'Ever After                                                      | A fost odată... ca nicio altă dată         | Paul J. Bolger                                                  | 2006      | animație                        |
| Happily N'Ever After 2: Snow White—Another Bite @ the Apple               | A fost odată... ca nicio altă dată 2       | Steven E. Gordon, Boyd Kirkland                                 | 2009      | animație                        |
| Harry Potter                                                              | Harry Potter                               | Chris Columbus, Alfonso Cuarón, Mike Newell, David Yates        | 2001 -    | serie de filme                  |
| Haunted                                                                   | Haunts                                     | Michael DeGaetano                                               | 1977      | [ 306 ] [ 307 ]                 |
| A Haunting in Salem                                                       | Blestemul din Salem                        | Shane Van Dyke                                                  | 2011      | [ 308 ]                         |
| Häxan                                                                     | Haxan                                      | Benjamim Christensen                                            | 1922      | suedezo-danez                   |
| The Hearse                                                                |                                            | George Bowers                                                   | 1980      | [ 310 ] [ 311 ]                 |
| Hereditary                                                                | Moștenire diabolică                        | Ari Aster                                                       | 2018      | [ 312 ]                         |
| Hex                                                                       | Vrăjitoarea                                | Leo Garen                                                       | 1973      | [ 313 ] [ 314 ] [ 315 ]         |
| Ho Sakta Hai                                                              |                                            | Wilson Louis                                                    | 2006      | indian                          |
| The Hobbit                                                                | Hobbitul                                   | Rankin/Bass                                                     | 1977      | [ 318 ] [ 319 ]                 |
| The Hobbit: An Unexpected Journey                                         | Hobbitul: O călătorie neașteptată          | Peter Jackson                                                   | 2012      | [ 320 ]                         |
| The Hobbit: The Desolation of Smaug                                       | Hobbitul: Dezolarea lui Smaug              | Peter Jackson                                                   | 2013      | [ 321 ]                         |
| The Hobbit: The Battle of the Five Armies                                 | Hobbitul: Bătălia celor cinci oștiri       | Peter Jackson                                                   | 2014      | [ 322 ]                         |
| Hocus Pocus                                                               | Hocus Pocus                                | Kenny Ortega                                                    | 1993      | [ 1 ] [ 323 ] [ 324 ]           |
| Hocus Pocus 2                                                             | Hocus Pocus 2                              | Anne Fletcher                                                   | 2022      | [ 325 ] [ 326 ]                 |
| Holidays                                                                  |                                            | Kevin Smith, Gary Shore                                         | 2016      | antologie                       |
| Hoodwinked Too! Hood vs. Evil                                             | Scufița roșie 2                            | Mike Disa                                                       | 2011      | animație                        |
| House of Salem                                                            |                                            | James Crow                                                      | 2016      | [ 330 ] [ 331 ]                 |
| House of the Black Death                                                  |                                            | Harold Daniels, Jerry Warren, Reginald Le Borg                  | 1965      | [ 332 ] [ 333 ] [ 334 ] [ 335 ] |
| The House of the Devil                                                    | Casa groazei                               | Ti West                                                         | 2009      | [ 336 ]                         |
| The House That Dripped Blood                                              | Casa care picura sânge                     | Peter Duffell                                                   | 1971      | [ 337 ]                         |
| The House That Would Not Die                                              |                                            | John L. Moxey                                                   | 1970      | film TV                         |
| The House with a Clock in Its Walls                                       | Misterul ceasului din perete               | Eli Roth                                                        | 2018      | [ 340 ]                         |
| Howl's Moving Castle (Hauru no ugoku shiro)                               | Castelul umblător al lui Howl              | Hayao Miyazaki                                                  | 2004      | [ 1 ] [ 341 ]                   |
| The Huntsman: Winter's War                                                | Războinicul Vânător și Crăiasa Zăpezii     | Cedric Nicolas-Troyan                                           | 2016      | [ 342 ]                         |
| Hybrids                                                                   | The Hybrids Family                         | Tony Randel                                                     | 2015      | [ 343 ]                         |

## I
| Titlu                         | În română           | Regizor                   | Premiera | Note                                          |
| ----------------------------- | ------------------- | ------------------------- | -------- | --------------------------------------------- |
| I Am Not a Witch              |                     | Rungano Nyoni             | 2017     | [ 344 ] [ 345 ] [ 346 ]                       |
| I Married a Witch             |                     | René Clair                | 1942     | [ 1 ] [ 347 ] [ 348 ]                         |
| I Was a Swiss Banker          |                     | Thomas Imbach             | 2007     | [ 349 ] [ 350 ] [ 351 ]                       |
| In Fabric                     | Rochia bântuită     | Peter Strickland          | 2019     | [ 352 ] [ 353 ]                               |
| The Incantation               |                     | Jude S. Walko             | 2018     | [ 354 ]                                       |
| Inferno                       |                     | Dario Argento             | 1980     | [ 355 ] [ 356 ]                               |
| The Influence (La influencia) | Influența           | Denis Rovira van Boekholt | 2019     | spaniol, după roman omonim de Ramsey Campbell |
| The Initiation of Sarah       | Inițierea lui Sarah | Stuart Gillard            | 2006     | [ 360 ] [ 361 ]                               |
| The Initiation of Sarah       | Inițierea lui Sarah | Robert Day                | 1978     | [ 362 ] [ 363 ] [ 364 ]                       |
| Into the Woods                | În inima pădurii    | Rob Marshall              | 2014     | [ 1 ] [ 365 ] [ 366 ] [ 367 ]                 |

## J
| Titlu                       | În română | Regizor         | Premiera | Note                        |
| --------------------------- | --------- | --------------- | -------- | --------------------------- |
| Jack-O                      |           | Steve Latshaw   | 1995     | [ 368 ] [ 369 ] [ 370 ]     |
| Journey Back to Oz          |           | Hal Sutherland  | 1974     | animație                    |
| The Juniper Tree (Einitréð) | Ienupărul | Nietzchka Keene | 1990     | islandez; după frații Grimm |

## K
| Titlu                                              | În română                     | Regizor         | Premiera | Note                            |
| -------------------------------------------------- | ----------------------------- | --------------- | -------- | ------------------------------- |
| The Kid Who Would Be King                          | Copilul care ar putea fi rege | Joe Cornish     | 2019     | [ 375 ] [ 376 ] [ 377 ]         |
| Kiki's Delivery Service (Majo no takkyubin)        | Kiki: Livrări la domiciliu    | Hayao Miyazaki  | 1989     | animație                        |
| Kiki's Delivery Service                            | Kiki: Livrări la domiciliu    | Takashi Shimizu | 2014     | [ 382 ] [ 383 ] [ 384 ] [ 385 ] |
| Kill, Baby, Kill (Operazione paura)                | Operațiunea Frica             | Mario Bava      | 1966     | [ 386 ] [ 387 ]                 |
| King Arthur: Legend of the Sword                   | King Arthur: Legenda sabiei   | Guy Ritchie     | 2017     | [ 388 ] [ 389 ]                 |
| Kirikou and the Sorceress (Kirikou et la Sorcière) | Kirikou și vrăjitoarea        | Michel Ocelot   | 1998     | animație                        |

## L
| Titlu                                                                                         | În română                              | Regizor                       | Premiera | Note                          |
| --------------------------------------------------------------------------------------------- | -------------------------------------- | ----------------------------- | -------- | ----------------------------- |
| The Last Unicorn                                                                              | Ultimul inorog                         | Arthur Rankin Jr., Jules Bass | 1982     | animație                      |
| The Last Valley                                                                               | Valea făgăduinței                      | James Clavell                 | 1971     | [ 393 ] [ 394 ]               |
| The Last Witch Hunter                                                                         | Ultimul vânător de vrăjitoare          | Breck Eisner                  | 2015     | [ 395 ] [ 396 ]               |
| Left Bank                                                                                     | Linkeroever                            | Pieter Van Hees               | 2008     | olandez                       |
| The Legend of the Christmas Witch (La Befana vien di notte)                                   |                                        | Michele Soavi                 | 2018     | [ 400 ]                       |
| The Lego Batman Movie                                                                         | Lego Batman: Filmul                    | Chris McKay                   | 2017     | animație                      |
| Lilly the Witch: The Dragon and the Magic Book (Hexe Lilli: Der Drache und das magische Buch) |                                        | Stefan Ruzowitzky             | 2009     | [ 402 ]                       |
| Lilly the Witch: The Journey to Mandolan (Hexe Lilli: Die Reise nach Mandolan)                |                                        | Harald Sicheritz              | 2011     | [ 403 ]                       |
| The Little Mermaid (Русалочка, Rusalochka)                                                    | Mica sirenă                            | Vladimir Bychkov              | 1976     | [ 404 ] [ 405 ]               |
| The Little Mermaid (Malá mořská víla)                                                         | Mica sirenă                            | Karel Kachyňa                 | 1976     | [ 406 ] [ 407 ]               |
| The Little Mermaid (Русалочка, Rusalochka)                                                    | Mica sirenă                            | Ivan Aksenchuk                | 1968     | scurtmetraj, animație         |
| The Little Mermaid II: Return to the Sea                                                      | Mica sirenă 2: Întoarcerea în mare     | Jim Kammerud                  | 2000     | [ 411 ]                       |
| The Little Mermaid                                                                            | Mica sirenă                            | Ron Clements, John Musker     | 1989     | animație                      |
| The Little Mermaid                                                                            | Mica sirenă                            | Rob Marshall                  | 2023     | [ 413 ]                       |
| Little Witch Academia (Ritoru Witchi Akademia)                                                |                                        | Yoh Yoshinari                 | 2013     | anime                         |
| Little Witches                                                                                |                                        | Jane Simpson                  | 1996     | [ 415 ]                       |
| Look What's Happened to Rosemary's Baby                                                       | Copilul lui Rosemary II                | Sam O'Steen                   | 1976     | film TV                       |
| London Voodoo                                                                                 |                                        | Robert Pratten                | 2004     | [ 420 ]                       |
| The Lord of the Rings                                                                         | Stăpânul Inelelor                      | Ralph Bakshi                  | 1978     | animație                      |
| The Lord of the Rings: The Fellowship of the Ring                                             | Stăpânul Inelelor: Frăția Inelului     | Peter Jackson                 | 2001     | [ 422 ]                       |
| The Lord of the Rings: The Two Towers                                                         | Stăpânul Inelelor: Cele două turnuri   | Peter Jackson                 | 2002     | [ 423 ]                       |
| The Lord of the Rings: The Return of the King                                                 | Stăpânul Inelelor: Întoarcerea regelui | Peter Jackson                 | 2003     | [ 424 ]                       |
| The Lords of Salem                                                                            |                                        | Rob Zombie                    | 2012     | [ 425 ]                       |
| The Love Witch                                                                                |                                        | Anna Biller                   | 2016     | [ 1 ] [ 426 ] [ 427 ] [ 428 ] |

## M
| Titlu                                               | În română                            | Regizor                    | Premiera | Note                    |
| --------------------------------------------------- | ------------------------------------ | -------------------------- | -------- | ----------------------- |
| Macbeth                                             | Macbeth                              | Justin Kurzel              | 2015     | [ 429 ]                 |
| The Magic Christmas Tree                            |                                      | Richard C. Parish          | 1964     | [ 430 ] [ 431 ]         |
| The Magic Sword                                     |                                      | Walter R. Booth            | 1901     | [ 432 ] [ 433 ]         |
| Magic Tree House (Majikku Tsurī Hausu)              |                                      | Hiroshi Nishikiori         | 2011     | animație japoneză       |
| Mahakaal                                            |                                      | Shyam Ramsay, Tulsi Ramsay | 1994     | indian                  |
| Maleficent                                          | Maleficent                           | Robert Stromberg           | 2014     | [ 1 ]                   |
| Mark of the Devil                                   | Hexen bis aufs Blut gequält          | Michael Armstrong          | 1970     | [ 438 ]                 |
| Mark of the Devil Part II                           | Hexen geschändet und zu Tode gequält | Adrian Hoven               | 1973     | [ 439 ]                 |
| Maria Leonora Teresa                                | Maria Leonora Teresa                 | Wenn V. Deramas            | 2014     | [ 440 ] [ 441 ] [ 442 ] |
| Mary and the Witch's Flower (Meari to Majo no Hana) | Mary și floarea vrăjitoarei          | Hiromasa Yonebayashi       | 2017     | animație japoneză       |
| Masters of the Universe                             | Înfruntarea secolului                | Gary Goddard               | 1987     | [ 445 ]                 |
| The Mephisto Waltz                                  | Mefisto Valtz                        | Paul Wendkos               | 1971     | [ 446 ] [ 447 ]         |
| Mercy                                               | Fără milă                            | Matt Greenberg             | 2014     | [ 448 ] [ 449 ]         |
| Mia moglie è una strega                             |                                      | Castellano & Pipolo        | 1980     | italian                 |
| The Midnight Hour                                   |                                      | Jack Bender                | 1985     | film TV                 |
| Midnight Offerings                                  |                                      | Rod Holcomb                | 1981     | film TV                 |
| Mirror Mirror                                       | Oglindă, Oglinjoară                  | Tarsem Singh               | 2012     | [ 457 ]                 |
| Miss Leslie's Dolls                                 |                                      | Joseph G. Prieto           | 1972     | [ 458 ]                 |
| Monster Brawl                                       |                                      | Jesse T. Cook              | 2011     | [ 459 ] [ 460 ]         |
| Monster Family sau Happy Family                     | Familia Monstrulescu                 | Holger Tappe               | 2017     | animație                |
| Monster Family 2                                    | Familia Monstrulescu 2               | Holger Tappe               | 2021     | animație                |
| More Than a Miracle                                 | C'era una volta...                   | Francesco Rosi             | 1967     | [ 464 ] [ 465 ]         |
| Mother of Tears (La Terza madre)                    | A treia mamă                         | Dario Argento              | 2007     | [ 466 ]                 |
| Motto! Ojamajo Doremi: Secret of the Frog Stone     | The Secret of the Frog Stone         | Shigeyasu Yamauchi         | 2001     | [ 467 ]                 |
| Mulan                                               | Mulan                                | Niki Caro                  | 2020     | [ 468 ]                 |
| The Mummy: Tomb of the Dragon Emperor               | Mumia: Mormântul Împăratului Dragon  | Rob Cohen                  | 2008     | [ 469 ]                 |
| The Muppets' Wizard of Oz                           | Muppets și Vrăjitorul din Oz         | Kirk R. Thatcher           | 2005     | [ 470 ] [ 471 ] [ 472 ] |
| My Brother the Pig                                  |                                      | Erik Fleming               | 1999     | [ 473 ]                 |
| My Little Pony: The Movie                           | Micul meu ponei                      | Michael Joens              | 1986     | animație                |
| Mystics in Bali (Leák)                              | Leák                                 | H. Tjut Djalil             | 1981     | indonezian              |

## N
| Titlu                                                                   | În română                      | Regizor                          | Premiera    | Note                            |
| ----------------------------------------------------------------------- | ------------------------------ | -------------------------------- | ----------- | ------------------------------- |
| Nahuel and the Magic Book (Nahuel y el Libro Mágico)                    | Nahuel și Cartea Magică        | Germán Acuña Delgadillo          | 2020        | animație                        |
| The Naked Witch                                                         |                                | Larry Buchanan, Claude Alexander | 1961 (1964) | [ 480 ] [ 481 ] [ 482 ] [ 483 ] |
| The Name of the Rose                                                    | Numele trandafirului           | Jean-Jacques Annaud              | 1986        | [ 484 ] [ 485 ]                 |
| Nanny McPhee                                                            | Dădaca McPhee                  | Kirk Jones                       | 2005        | [ 486 ] [ 487 ]                 |
| Nanny McPhee and the Big Bang                                           | Nanny McPhee: Marea înfruntare | Susanna White                    | 2010        | [ 488 ] [ 487 ]                 |
| Neberte nám princeznú                                                   |                                | Martin Hoffmeister               | 1981        | [ 489 ] [ 490 ]                 |
| Necromancy                                                              |                                | Bert I. Gordon                   | 1972        | [ 491 ] [ 492 ]                 |
| Necromania (Necromania: A Tale of Weird Love!)                          |                                | Ed Wood                          | 1971        | film pentru adulți              |
| The NeverEnding Story II: The Next Chapter                              | Poveste fără sfârșit II        | George T. Miller                 | 1990        | [ 495 ] [ 496 ]                 |
| The New Adventures of Snow White (Grimms Märchen von lüsternen Pärchen) |                                | Rolf Thiele                      | 1969        | [ 497 ] [ 498 ] [ 499 ]         |
| The New Mutants                                                         | Noii mutanți                   | Josh Boone                       | 2020        | [ 500 ]                         |
| The Night of the Devils (La notte dei diavoli)                          |                                | Giorgio Ferroni                  | 1972        | după roman de A. Tolstoi        |
| Night of the Eagle                                                      |                                | Sidney Hayers                    | 1962        | [ 505 ]                         |
| The Night of the Witches (La Noche de los Brujos)                       |                                | Amando de Ossorio                | 1974        | [ 506 ]                         |
| Nightbooks                                                              | Nightbooks: Captiv în poveste  | David Yarovesky                  | 2021        | [ 507 ] [ 508 ]                 |
| The Nightmare Before Christmas                                          | Coșmar înainte de Crăciun      | Tim Burton                       | 1993        | animație                        |

## O
| Titlu                                                       | În română                 | Regizor             | Premiera | Note                    |
| ----------------------------------------------------------- | ------------------------- | ------------------- | -------- | ----------------------- |
| Obeah!                                                      |                           | F. Herrick Herrick  | 1935     | [ 510 ]                 |
| Ojamajo Doremi Sharp: The Movie (Eiga Ojamajo Doremi Shāpu) |                           | Takuya Igarashi     | 2000     | [ 511 ]                 |
| The Old Ways                                                | Vechile ritualuri         | Christopher Alender | 2020     | [ 512 ] [ 513 ] [ 514 ] |
| Oz the Great and Powerful                                   | Grozavul și puternicul Oz | Sam Raimi           | 2013     | [ 515 ] [ 516 ] [ 517 ] |

## P
| Titlu                                                                               | În română                                   | Regizor                         | Premiera | Note                    |
| ----------------------------------------------------------------------------------- | ------------------------------------------- | ------------------------------- | -------- | ----------------------- |
| The Pale Door                                                                       |                                             | Aaron B. Koontz                 | 2020     | [ 518 ] [ 519 ] [ 520 ] |
| Papi Gudia                                                                          |                                             | Lawrence D'Souza                | 1996     | indian                  |
| Paranormal Activity: The Marked Ones                                                | Activitate paranormală: Cei însemnați       | Christopher Landon              | 2014     | [ 524 ]                 |
| Paranormal Activity 3                                                               | Activitate paranormală 3                    | Henry Joost și Ariel Schulman   | 2011     | [ 525 ]                 |
| Paranormal Activity 4                                                               | Activitate paranormală 4                    | Henry Joost și Ariel Schulman   | 2012     | [ 526 ]                 |
| ParaNorman                                                                          | ParaNorman                                  | Chris Butler, Sam Fell          | 2012     | animație                |
| Penelope                                                                            | Blestemul Penelopei                         | Mark Palansky                   | 2006     | [ 528 ]                 |
| Percy Jackson: Sea of Monsters                                                      | Percy Jackson: Marea Monștrilor             | Thor Freudenthal                | 2013     | [ 529 ] [ 530 ]         |
| Pirates of the Caribbean: Dead Man's Chest                                          | Pirații din Caraibe: Cufărul omului mort    | Gore Verbinski                  | 2006     |                         |
| Pirates of the Caribbean: Dead Men Tell No Tales                                    | Pirații din Caraibe: Răzbunarea lui Salazar | Joachim Rønning, Espen Sandberg | 2017     | [ 531 ]                 |
| The Pit and the Pendulum                                                            | Hruba și pendulul (Fosa și pendulul)        | Stuart Gordon                   | 1991     | [ 532 ] [ 533 ]         |
| The Power of Fear (Vedma)                                                           |                                             | Oleg Fesenko                    | 2006     | gotic; rusesc           |
| Practical Magic                                                                     | Ce vrăji mai fac fetele                     | Griffin Dunne                   | 1998     | [ 1 ] [ 537 ]           |
| A Praga (The Plague)                                                                | Ciuma                                       | José Mojica Marins              | 1980     | brazilian               |
| Prince Valiant                                                                      | Prințul Valiant                             | Anthony Hickox                  | 1997     | [ 539 ]                 |
| Princess Jasnenka and the Flying Shoemaker (O princezne Jasnence a létajícím sevci) | Prințesa Jasnenka și cizmarul zburător      | Zdeněk Troška                   | 1987     | cehoslovac              |
| Puella Magi Madoka Magica: The Movie (Gekijōban Mahō Shōjo Madoka Magika)           |                                             | Akiyuki Shinbo                  | 2011     | anime                   |
| Pumpkinhead                                                                         | Furia monstrului                            | Stan Winston                    | 1988     | [ 542 ]                 |
| Pumpkinhead II: Blood Wings                                                         | Furia monstrului 2: Aripi însângerate       | Jeff Burr                       | 1994     | [ 544 ]                 |
| Pumpkinhead: Ashes to Ashes                                                         | Furia monstrului 3: Țărână și cenușă        | Jake West                       | 2006     | [ 545 ]                 |
| Pumpkinhead: Blood Feud                                                             | Furia monstrului 4: O dispută sângeroasă    | Michael Hurst                   | 2007     | [ 546 ]                 |

## R
| Titlu                                           | În română                                  | Regizor                | Premiera | Note                                            |
| ----------------------------------------------- | ------------------------------------------ | ---------------------- | -------- | ----------------------------------------------- |
| Red Shoes and the Seven Dwarfs (Redeu Syujeu)   | Prințesa, „condurii roșii” și cei 7 pitici | Sung-ho Hong           | 2019     | sud-coreean; animație                           |
| The Resurrected (The Ancestor ori Shatterbrain) | Cazul Charles Dexter Ward                  | Dan O'Bannon           | 1991     | [ 551 ] [ 552 ]                                 |
| El Retorno de Walpurgis                         | El Retorno de Walpurgis                    | Carlos Aured           | 1973     | [ 553 ] [ 554 ]                                 |
| Return to Halloweentown (Halloweentown 4)       | Întoarcerea în Halloweentown               | David Jackson          | 2006     | [ 555 ] [ 556 ] [ 557 ] [ 558 ] [ 559 ] [ 560 ] |
| Return to Oz                                    |                                            | Walter Murch           | 1985     | [ 561 ] [ 562 ]                                 |
| The Ritual                                      | Ritualul                                   | David Bruckner         | 2017     | după roman omonim de Adam Nevill.               |
| Robin Hood: Prince of Thieves                   | Robin Hood, prințul hoților                | Kevin Reynolds         | 1991     | [ 567 ] [ 568 ]                                 |
| Room on the Broom                               |                                            | Max Lang, Jan Lachauer | 2012     | animație                                        |
| Rose O'Salem-Town                               |                                            | D. W. Griffith         | 1910     | [ 571 ] [ 572 ]                                 |
| Rosemary's Baby                                 | Copilul lui Rosemary                       | Roman Polanski         | 1968     | [ 1 ] [ 573 ]                                   |
| Rosemary's Baby                                 | Copilul lui Rosemary                       | Agnieszka Holland      | 2014     | miniserie                                       |
| Rudolph the Red-Nosed Reindeer: The Movie       | Rudolf, renul cu nasul roșu: Filmul        | William R. Kowalchuk   | 1998     | [ 575 ] [ 576 ]                                 |

## S
| Titlu                                                             | În română                             | Regizor                                | Premiera  | Note                            |
| ----------------------------------------------------------------- | ------------------------------------- | -------------------------------------- | --------- | ------------------------------- |
| Sabrina Down Under                                                |                                       | Kenneth R. Koch                        | 1999      | TV                              |
| Sabrina Goes to Rome                                              |                                       | Tibor Takács                           | 1998      | TV                              |
| Sabrina the Teenage Witch                                         | Sabrina, vrăjitoarea adolescentă      | Tibor Takács                           | 1996      | TV                              |
| Sabrina: Friends Forever                                          |                                       | Scott Heming                           | 2002      | TV                              |
| Sacred Evil – A True Story (Gehra Paani)                          |                                       | Abhigyan Jha                           | 2006      | indian                          |
| Sacrilege                                                         |                                       | David Creed                            | 2020      | [ 583 ] [ 584 ] [ 585 ] [ 586 ] |
| Sally the Witch (Mahōtsukai Sarī)                                 |                                       | Toshio Katsuta                         | 1966      | anime                           |
| Santana                                                           | Misiunea fraților Santana             | Maradona Dias Dos Santos, Chris Roland | 2020      | [ 589 ] [ 590 ]                 |
| Satan's School for Girls                                          |                                       | David Lowell Rich                      | 1973      | film TV                         |
| Satan's School for Girls                                          |                                       | Christopher Leitch                     | 2000      | film TV                         |
| Satan's Slave                                                     |                                       | Norman J. Warren                       | 1976      | [ 595 ]                         |
| Scarlet's Witch                                                   |                                       | F.C.Rabbath                            | 2014      | [ 596 ] [ 597 ]                 |
| Scary Godmother: Halloween Spooktakular                           |                                       | Ezekiel Norton                         | 2003      | animație                        |
| Scooby-Doo and the Ghoul School                                   | Scooby-Doo și Școala de Vampiri       | Charles A. Nichols                     | 1988      | [ 600 ]                         |
| Scooby-Doo! and the Reluctant Werewolf                            | Scooby-Doo și Vârcolacul Nehotărât    | Ray Patterson                          | 1988      | [ 601 ]                         |
| Scooby-Doo! and the Goblin King                                   | Scooby-Doo și Regele Spiridușilor     | Joe Sichta                             | 2008      | [ 602 ]                         |
| Scooby-Doo! and the Witch's Ghost                                 | Scooby-Doo și Fantoma Vrăjitoarei     | Jim Stenstrum                          | 1999      |                                 |
| Season of the Witch (Hungry Wives)                                |                                       | George A. Romero                       | 1973      | [ 603 ] [ 604 ]                 |
| Season of the Witch                                               | Anotimpul Vrăjitoarei                 | Dominic Sena                           | 2011      | [ 605 ] [ 606 ]                 |
| Secret Magic Control Agency (Hansel & Gretel)                     | Agenția Secretă de Control al Magiei  | Aleksey Tsitsilin                      | 2021      | rusesc                          |
| The Secret Village                                                |                                       | Swamy M. Kandan                        | 2013      | [ 610 ] [ 611 ]                 |
| The Seven Dwarfs to the Rescue (I sette nani alla riscossa)       |                                       | Paolo W. Tamburella                    | 1951      | [ 612 ] [ 613 ] [ 614 ]         |
| The Seventh Dwarf (Der 7bte Zwerg)                                | Al șaptelea pitic                     | Harald Siepermann, Boris Aljinovic     | 2014      | animație                        |
| The Seventh Seal (Det Sjunde inseglet)                            | A șaptea pecete                       | Ingmar Bergman                         | 1957      | [ 617 ]                         |
| Seventh Son                                                       | Al Șaptelea Fiu                       | Serghei Bodrov                         | 2014      | [ 618 ]                         |
| Severus Snape and the Marauders                                   |                                       | Justin Zagri                           | 2016      | scurtmetraj                     |
| The She Beast                                                     |                                       | Mike Reeves                            | 1966      | [ 622 ] [ 623 ]                 |
| Shiromajo Gakuen                                                  |                                       | Koichi Sakamoto                        | 2013      | [ 624 ]                         |
| Shrek Forever After                                               | Shrek pentru totdeauna                | Mike Mitchell                          | 2010      | [ 625 ]                         |
| Shrek the Third                                                   | Shrek al Treilea                      | Raman Hui, Chris Miller                | 2007      | [ 626 ]                         |
| Silent Night, Deadly Night 4: Initiation                          |                                       | Brian Yuzna                            | 1990      | [ 627 ]                         |
| Silent Night, Deadly Night                                        |                                       | Charles Sellier, Jr., Lee Harry        | 1984–2012 | serie de filme                  |
| Simon, King of the Witches                                        |                                       | Bruce Kessler                          | 1971      | [ 630 ] [ 631 ]                 |
| A Simple Wish (The Fairy Godmother)                               | O dorință simplă                      | Michael Ritchie                        | 1997      | [ 632 ]                         |
| The Skeleton Key                                                  | Cheia schelet                         | Iain Softley                           | 2005      | [ 633 ]                         |
| Sleepy Hollow                                                     | Legenda călărețului fără cap          | Tim Burton                             | 1999      | [ 634 ]                         |
| The Snow Queen                                                    | Crăiasa zăpezii                       | Martin Gates                           | 1995      | animație                        |
| The Snow Queen                                                    | Crăiasa zăpezii                       | David Wu                               | 2002      | [ 637 ]                         |
| The Snow Queen's Revenge                                          |                                       | Martin Gates                           | 1996      | animație                        |
| Snow White                                                        | Albă ca Zăpada                        |                                        | 1902      | [ 640 ] [ 641 ] [ 642 ]         |
| Snow White                                                        | Albă ca Zăpada                        | J. Searle Dawley                       | 1916      | [ 643 ] [ 644 ]                 |
| Snow White (Betty Boop in Snow-White)                             | Albă ca Zăpada                        | Dave Fleischer                         | 1933      | [ 645 ] [ 646 ]                 |
| Snow White (Schneewittchen)                                       | Albă ca Zăpada                        |                                        | 1962      | [ 647 ] [ 648 ] [ 649 ]         |
| Snow White                                                        | Albă ca Zăpada                        | Michael Berz                           | 1987      | [ 650 ]                         |
| Snow White and the Huntsman                                       | Albă ca Zăpada și Războinicul Vânător | Rupert Sanders                         | 2012      | [ 651 ] [ 652 ]                 |
| Snow White and the Seven Dwarfs                                   | Albă ca Zăpada și cei șapte pitici    | David Hand                             | 1937      | [ 1 ]                           |
| Snow White and the Seven Dwarfs (Schneewittchen und die 7 Zwerge) | Albă ca Zăpada și cei șapte pitici    | Erich Kobler                           | 1955      | [ 653 ] [ 654 ]                 |
| Snow White and the Three Stooges                                  |                                       | Walter Lang                            | 1961      | [ 655 ]                         |
| Snow White: A Deadly Summer                                       |                                       | David DeCoteau                         | 2012      | [ 656 ] [ 657 ] [ 658 ]         |
| A Snow White Christmas                                            |                                       | Kay Wright                             | 1980      | animație TV                     |
| Snow White: A Tale of Terror                                      | Albă ca Zăpada, o poveste întunecată  | Michael Cohn                           | 1997      | [ 661 ] [ 662 ]                 |
| Snow White: The Fairest of Them All                               | Albă ca Zăpada                        | Caroline Thompson                      | 2001      | [ 663 ] [ 664 ]                 |
| Snow White: The Sequel (Blanche-Neige, la suite)                  |                                       | Picha                                  | 2007      | animație pentru adulți          |
| Sydney White                                                      | Sydney White și cei șapte tocilari    | Joe Nussbaum                           | 2007      | [ 667 ] [ 668 ]                 |
| Solace in Wicca                                                   |                                       | Andy North                             | 2013      | scurtmetraj                     |
| Something Weird                                                   |                                       | Herschell Gordon Lewis                 | 1967      | [ 670 ] [ 671 ]                 |
| Something Wicked This Way Comes                                   |                                       | Jack Clayton                           | 1983      | [ 672 ] [ 673 ]                 |
| The Sorcerer's Apprentice                                         | Ucenicul vrăjitor                     | Jon Turteltaub                         | 2010      | [ 674 ]                         |
| Spectre                                                           |                                       | Clive Donner                           | 1977      | [ 675 ] [ 676 ]                 |
| Spellbinder                                                       |                                       | Janet Greek                            | 1988      | [ 677 ]                         |
| Spirited Away                                                     | Călătoria lui Chihiro                 | Hayao Miyazaki                         | 2001      | [ 1 ] [ 678 ]                   |
| Stardust                                                          | Pulbere de stele                      | Matthew Vaughn                         | 2007      | [ 1 ] [ 679 ]                   |
| Stranger in Our House                                             |                                       | Wes Craven                             | 1978      | film TV                         |
| La strega in amore                                                |                                       | Damiano Damiani                        | 1966      | [ 681 ]                         |
| Suicide Squad                                                     | Brigada sinucigașilor                 | David Ayer                             | 2016      | [ 682 ]                         |
| Supergirl                                                         | Superfata                             | Jeannot Szwarc                         | 1984      | [ 683 ] [ 684 ]                 |
| Superstition                                                      |                                       | James W. Roberson                      | 1982      | [ 685 ] [ 686 ]                 |
| Suspiria                                                          | Suspiria                              | Dario Argento                          | 1977      | [ 1 ] [ 687 ]                   |
| Suspiria                                                          | Suspiria                              | Luca Guadagnino                        | 2018      | [ 688 ] [ 689 ] [ 690 ]         |
| The Swan Princess                                                 | Lacul lebedelor                       | Richard Rich                           | 1994      | animație                        |
| The Sword in the Stone                                            | Sabia din stâncă                      | Wolfgang Reitherman                    | 1963      | [ 694 ] [ 695 ] [ 1 ]           |

## T
| Titlu                                    | În română               | Regizor                                            | Premiera  | Note                                                          |
| ---------------------------------------- | ----------------------- | -------------------------------------------------- | --------- | ------------------------------------------------------------- |
| Tale of Tales (Il racconto dei racconti) | Povestea poveștilor     | Matteo Garrone                                     | 2015      | [ 696 ] [ 697 ]                                               |
| Tales from the Darkside: The Movie       |                         | John Harrison                                      | 1990      | film antologie                                                |
| Tales from the Hood                      |                         | Rusty Cundieff                                     | 1995      | film antologie                                                |
| Tales of Halloween                       |                         | Neil Marshall, Darren Lynn Bousman, Axelle Carolyn | 2015      | film antologie                                                |
| Tamara                                   |                         | Jeremy Haft                                        | 2005      | [ 703 ]                                                       |
| Teen Witch                               | Vraja dragostei         | Dorian Walker                                      | 1989      | [ 704 ]                                                       |
| Terror                                   |                         | Norman J. Warren                                   | 1978      | [ 705 ] [ 706 ]                                               |
| The Three Mothers (Le Tre madri)         | Trei mame               | Dario Argento                                      | 1977–2007 | trilogie: Suspiria (1977), Inferno (1980) A treia mamă (2007) |
| Thumbelina                               | Degețica                | Don Bluth și Gary Goldman                          | 1994      | [ 708 ]                                                       |
| The Touch of Satan                       |                         | Don Henderson                                      | 1971      | [ 709 ]                                                       |
| Tower of Terror                          |                         | D. J. MacHale                                      | 1997      | film TV                                                       |
| Trick or Treat                           | Colindatul de Halloween | Jack Hannah                                        | 1952      | scurtmetraj, animație                                         |
| Troll                                    | Trolul                  | John Carl Buechler                                 | 1986      | [ 714 ]                                                       |
| Troll 2                                  | Trolul 2                | Claudio Fragasso                                   | 1990      | [ 715 ] [ 716 ]                                               |
| A Troll in Central Park                  | Un trol în Central Park | Don Bluth, Gary Goldman                            | 1994      | animație                                                      |
| Twitches                                 | Vrăjigemenele           | Stuart Gillard                                     | 2005      | [ 718 ]                                                       |
| Twitches Too                             | Vrăjigemenele 2         | Stuart Gillard                                     | 2007      | [ 719 ]                                                       |

## U
| Titlu       | În română | Regizor             | Premiera | Note            |
| ----------- | --------- | ------------------- | -------- | --------------- |
| The Uncanny |           | Denis Héroux        | 1977     | film antologie  |
| The Undead  |           | Roger Corman        | 1957     | [ 722 ] [ 723 ] |
| The Unholy  | Altarul   | Evan Spiliotopoulos | 2021     | istoric         |

## V
| Titlu                                                  | În română                         | Regizor                               | Premiera | Note                            |
| ------------------------------------------------------ | --------------------------------- | ------------------------------------- | -------- | ------------------------------- |
| Vaa Arugil Vaa                                         |                                   | Kalaivanan Kannadasan                 | 1991     | [ 727 ] [ 728 ] [ 729 ] [ 730 ] |
| Valerie and Her Week of Wonders (Valerie a týden divu) | Valerie și săptămâna ei de minuni | Jaromil Jireš                         | 1970     | film cehoslovac                 |
| Veneno para las hadas (Poison for the Fairies)         |                                   | Carlos Enrique Taboada                | 1984     | [ 734 ] [ 735 ]                 |
| Virgin Witch                                           |                                   | Ray Austin                            | 1972     | [ 736 ]                         |
| Les Visiteurs                                          | Vizitatorii                       | Jean-Marie Poiré                      | 1993     | [ 737 ] [ 738 ]                 |
| Viy                                                    | Viy                               | Konstantin Yershov, Georgi Kropachyov | 1967     | [ 739 ] [ 740 ]                 |
| Viy (Forbidden Kingdom)                                |                                   | Oleg Stepchenko                       | 2014     | [ 741 ] [ 742 ] [ 743 ]         |
| Voldemort: Origins of the Heir                         |                                   | Gianmaria Pezzato                     | 2018     | [ 744 ] [ 745 ]                 |

## W
| Titlu | În română                                      | Regizor                                                                                | Premiera  | Note                    |
| --- | ---------------------------------------------- | -------------------------------------------------------------------------------------- | --------- | ----------------------- |
| War Witch (Rebelle)                                                                                                  | Rebelle                                        | Kim Nguyen                                                                             | 2012      | [ 746 ]                 |
| Warlock | Vrăjitorul                                     | Steve Miner                                                                            | 1989      | [ 747 ]                 |
| Warlock III: The End of Innocence                                                                                    | Vrăjitorul: Sfârșitul inocenței (Vrăjitorul 3) | Eric Freiser                                                                           | 1999      | [ 748 ]                 |
| Warlock Moon |                                                | Bill Herbert                                                                           | 1973      | [ 749 ] [ 750 ]         |
| Warlock: The Armageddon                                                                                              | Vrăjitorul: Armaghedon (Vrăjitorul 2)          | Anthony Hickox                                                                         | 1993      | [ 751 ]                 |
| WarHunt |                                                | Mauro Borrelli                                                                         | 2022      | [ 752 ] [ 753 ]         |
| The Werewolf | Noaptea vârcolacului                           | Henry MacRae                                                                           | 1913      | scurtmetraj             |
| The Whizzard of Ow                                                                                                   |                                                | Bret Haaland                                                                           | 2003      | scurtmetraj, animație   |
| Wicked | Vrăjitoarele. Partea I                         | Jon Chu                                                                                | 2024      | musical                 |
| Wicked: For Good | Vrăjitoarele. Partea a II-a                    | Jon Chu                                                                                | 2025      | musical                 |
| Wicked Stepmother | Mama vitregă                                   | Larry Cohen                                                                            | 1989      | [ 761 ]                 |
| The Wicked |                                                | Peter Winther                                                                          | 2013      | [ 762 ]                 |
| Willow |                                                | Ron Howard                                                                             | 1988      | [ 763 ]                 |
| The Witch | Vrăjitoarea                                    | Frank Powell                                                                           | 1916      | [ 764 ] [ 765 ]         |
| The Witch | Vrăjitoarea                                    | Robert Eggers                                                                          | 2015      | [ 1 ] [ 766 ]           |
| The Witch (La Fée Carabosse ou le Poignard fatal)                                                                    | Vrăjitoarea                                    | Georges Méliès                                                                         | 1906      | [ 767 ]                 |
| Witch Hunt | Enigma vrăjitoarei                             | Scott Hartford-Davis                                                                   | 1999      | [ 768 ]                 |
| Witch Story (Streghe)                                                                                                | Vrăjitoarele                                   | Alessandro Capone                                                                      | 1989      | [ 769 ] [ 770 ]         |
| Witch Way Love (Un amour de sorcière)                                                                                | Dragostea unei vrăjitoare                      | René Manzor                                                                            | 1997      | [ 771 ] [ 772 ] [ 773 ] |
| The Witch (Noita palaa elämään)                                                                                      |                                                | Roland af Hällström                                                                    | 1952      | finlandez               |
| The Witch's Curse (Maciste all'inferno)                                                                              | Maciste în Infern                              | Riccardo Freda                                                                         | 1962      | [ 776 ] [ 777 ]         |
| A Witch's Tangled Hare                                                                                               |                                                | Abe Levitow                                                                            | 1959      | scurtmetraj, animație   |
| Witchboard | Ouija                                          | Kevin S. Tenney                                                                        | 1986      | [ 779 ] [ 780 ]         |
| Witchboard 2: The Devil's Doorway                                                                                    | Ouija 2                                        | Kevin S. Tenney                                                                        | 1993      | [ 781 ]                 |
| Witchcraft | Vrăjitorie                                     | Don Sharp                                                                              | 1964      | [ 782 ] [ 783 ]         |
| Witchcraft | Vrăjitorie                                     | Rob Spera                                                                              | 1988      | [ 784 ]                 |
| Witchcraft | Vrăjitorie                                     | Rob Spera, Mark Woods, Rachel Feldman                                                  | 1988–2016 | serie de 6 filme        |
| Witchcraft II: The Temptress                                                                                         | Vrăjitorie 2                                   | Mark Woods                                                                             | 1990      | [ 787 ]                 |
| Witchcraft IX: Bitter Flesh                                                                                          | Vrăjitorie 9                                   | Michael Paul Girard                                                                    | 1997      | [ 788 ]                 |
| Witchcraft V: Dance with the Devil                                                                                   | Vrăjitorie 5                                   | Talun Hsu                                                                              | 1993      | [ 789 ]                 |
| Witchcraft VI: The Devil's Mistress (Witchcraft 666)                                                                 | Vrăjitorie 6                                   | Julie Davis                                                                            | 1994      | [ 790 ]                 |
| Witchcraft VIII: Salem's Ghost (Salem's Ghost: Witchcraft)                                                           | Vrăjitorie 8                                   | Joseph John Barmettler                                                                 | 1996      | [ 791 ] [ 792 ]         |
| Witchcraft X: Mistress of the Craft                                                                                  | Vrăjitorie X                                   | Elisar Cabrera                                                                         | 1998      | [ 793 ] [ 794 ]         |
| The Witches of Eastwick                                                                                              | Vrăjitoarele din Eastwick                      | George Miller                                                                          | 1987      | [ 1 ]                   |
| Witches of the Caribbean                                                                                             | Vrăjitoarele din Caraibe                       | David DeCoteau                                                                         | 2005      | [ 795 ] [ 796 ]         |
| The Witches | Vrăjitoarele                                   | Cyril Frankel                                                                          | 1966      | [ 797 ]                 |
| The Witches (Le streghe)                                                                                             | Vrăjitoarele                                   | Mauro Bolognini, Vittorio De Sica, Pier Paolo Pasolini, Franco Rossi, Luchino Visconti | 1967      | film antologie          |
| The Witches | Vrăjitoarele                                   | Nicolas Roeg                                                                           | 1990      | [ 1 ] [ 799 ]           |
| The Witches | Vrăjitoarele                                   | Robert Zemeckis                                                                        | 2020      | [ 800 ]                 |
| Witches' Brew |                                                | Richard Shorr                                                                          | 1980      | [ 801 ]                 |
| Witchfinder General (The Conqueror Worm)                                                                             |                                                | Michael Reeves                                                                         | 1968      | [ 802 ] [ 1 ] [ 803 ]   |
| Witchhammer (Kladivo na čarodějnice)                                                                                 | Vânătoarea de vrăjitoare                       | Otakar Vávra                                                                           | 1970      | [ 804 ] [ 805 ]         |
| Witching & Bitching (Las brujas de Zugarramurdi)                                                                     | Vrăjitoarele din Zugarramurdi                  | Álex de la Iglesia                                                                     | 2013      | [ 1 ] [ 806 ]           |
| Witchouse |                                                | David DeCoteau                                                                         | 1999      | [ 807 ]                 |
| Witchslayer Gretl |                                                | Mario Azzopardi                                                                        | 2012      | [ 808 ]                 |
| Witchtrap |                                                | Kevin Tenney                                                                           | 1989      | [ 809 ]                 |
| Witchville | Regatul blestemat                              | Pearry Reginald Teo                                                                    | 2010      | [ 810 ]                 |
| Witchy Pretty Cure! The Movie: Wonderous! Cure Mofurun! (Eiga Mahōtsukai Purikyua!: Kiseki no Henshin! Kyua Mofurun) |                                                | Yuta Tanaka                                                                            | 2016      | [ 811 ]                 |
| The Wiz |                                                | Sidney Lumet                                                                           | 1978      | [ 812 ] [ 813 ]         |
| The Wizard of Oz | Vrăjitorul din Oz                              | Victor Fleming                                                                         | 1939      | [ 1 ]                   |
| The Wizard of Oz (オズの魔法使い, Ozu no Mahōtsukai)                                                                 | Vrăjitorul din Oz                              | Fumihiko Takayama                                                                      | 1982      | [ 814 ] [ 815 ]         |
| The Woman Who Came Back                                                                                              |                                                | Walter Colmes                                                                          | 1945      | [ 816 ]                 |
| The Wonderful Wizard of Oz                                                                                           | Vrăjitorul din Oz                              | Otis Turner (neconfirmat)                                                              | 1910      | [ 817 ]                 |
| The Woods | Pădurea                                        | Lucky McKee                                                                            | 2006      | [ 818 ]                 |
| The Worst Witch | Cea mai nepricepută vrăjitoare                 | Robert W. Young                                                                        | 1986      | [ 819 ]                 |
| The Wretched |                                                | Brett Pierce, Drew T. Pierce                                                           | 2019      | [ 820 ]                 |

## Y
| Titlu              | În română | Regizor         | Premiera | Note                    |
| ------------------ | --------- | --------------- | -------- | ----------------------- |
| Yoddha the Warrior |           | Raj Chakraborty | 1992     | [ 821 ] [ 822 ] [ 823 ] |

## Galerie de imagini

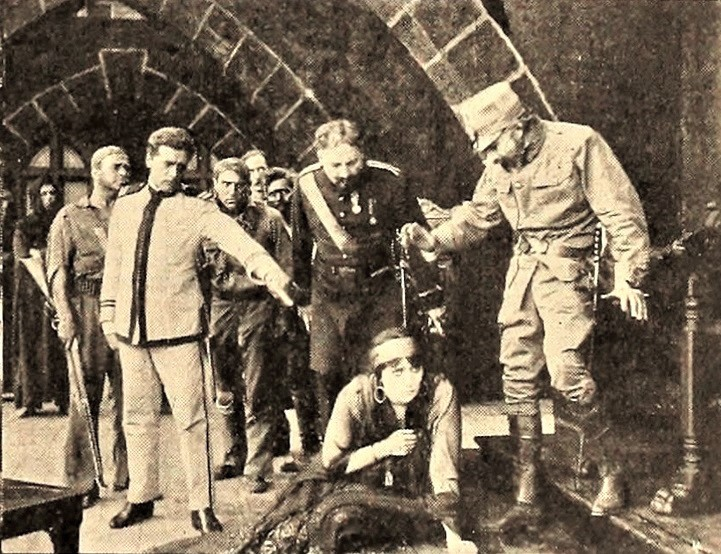
Imagine din The Witch (1916) în care Zora (Nance O'Neil) este acuzată de vrăjitorie
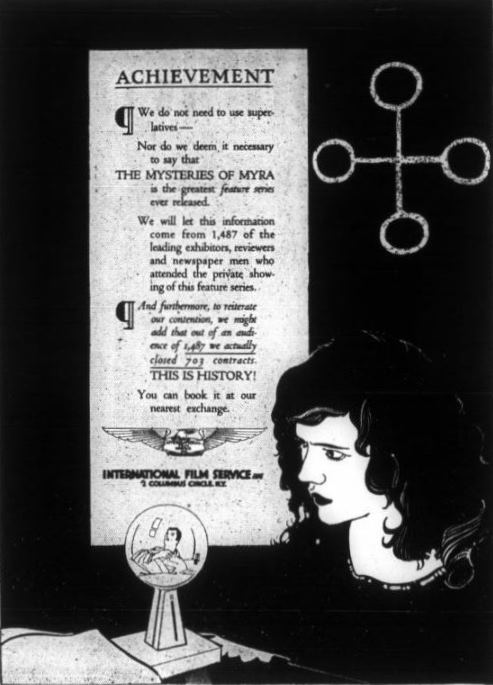
Afișul filmului The Mysteries of Myra (1916)
- Albă ca Zăpada (1916)